# Sklená Huť
Sklená Huť je malá vesnice, část obce Přívětice v okrese Rokycany v Plzeňském kraji. Nachází se asi 2,5 kilometru jihovýchodně od Přívětic. Je zde evidováno 31 adres. V roce 2011 zde trvale žilo 15 obyvatel.
Sklená Huť je také název katastrálního území o rozloze 11,09 km².

## Název
V letech 1869–1910 nesla název Sklenná Huť, od roku 1921 se nazývá Sklená Huť.

## Historie
První písemná zmínka o vesnici pochází z roku 1691.

## Obyvatelstvo
| Rok            | 1869 | 1880 | 1890 | 1900 | 1910 | 1921 | 1930 | 1950 | 1961 | 1970 | 1980 | 1991 | 2001 | 2011 | 2021 |
| -------------- | ---- | ---- | ---- | ---- | ---- | ---- | ---- | ---- | ---- | ---- | ---- | ---- | ---- | ---- | ---- |
| Počet obyvatel | 103  | 101  | 112  | 108  | 117  | 101  | 93   | 79   | 55   | 27   | 18   | 11   | 11   | 15   | 15   |
| Počet domů     | 14   | 15   | 17   | 18   | 20   | 20   | 19   | 21   | 21   | 14   | 12   | 18   | 21   | 21   | 21   |

## Obecní správa
Při sčítání lidu v letech 1869–1921 byla Sklená Huť osadou obce Těškov, se kterou patřila nejprve do okresu Hořovice, v letech 1900–1921 do okresu Rokycany. V letech 1930–1950 byla samostatnou obcí v okrese Rokycany. Od roku 1960 je částí obce Přívětice v okrese Rokycany.

## Pamětihodnosti
- Asi jeden kilometr východně od vesnice se dochovaly pozůstatky hradiště Bílá skála.[10]
- Radeč (723 m), nejvyšší vrchol Křivoklátské vrchoviny
- Brno (718 m), druhý nejvyšší vrchol téhož celku